# حزب نازی آمریکا
حزب نازی آمریکا (به انگلیسی: American Nazi Party یا ANP) یک حزب سیاسی راست‌گرای افراطی است که توسط جورج لینکلن راکول تأسیس شده‌است. دفتر مرکزی آن در آرلینگتون، ویرجینیا است. راکول سازمان را به عنوان اتحادیه جهانی کارگران آزاد ناسیونال سوسیالیست (WUFENS) تأسیس کرد، اما در سال ۱۹۶۰ آن را حزب نازی آمریکا نامگذاری کرد. حزب اساساً بر اساس ایده‌ها و سیاست‌های حزب نازی آدولف هیتلر در آلمان در دوران ناسیونال سوسیالیسم است و لباس و نمادهای خود را در دربردارد.
مدت کوتاهی پس از ترور راکول در سال ۱۹۶۷، سازمان منحل شد. از اواخر دهه ۱۹۶۰ تعدادی از گروه‌های کوچک وجود داشته‌اند که از نام «حزب نازی آمریکا» استفاده کرده‌اند.